# Vicine
Vicine is een alkaloïde glycoside, dat voorkomt in onder andere Vicia faba-bonen en zaden van voederwikke (Vicia sativa). De bonen kunnen tot meer dan 5 mg per gram drooggewicht bevatten. Vicine is toxisch en kan de symptomen uitlokken die horen bij de erfelijke aandoening favisme: in de rode bloedcellen wordt het enzym glucose-6-fosfaatdehydrogenase niet meer aangemaakt, of het is niet actief genoeg. Divicine is de naam van het aglycon van vicine. In Vicia faba-bonen komt ook het hydroxy-alkaloïde glycoside convicine voor, waarvan het aglycon isouramil is. Vicine en convicine zijn de precurors van divicine en isouramil, die de rode bloedcellen kunnen beschadigen door fagocytose of hemolyse.
Vicine werd voor het eerst geïsoleerd en de structuur, ook die van divicine (5-beta-D-glucopyranoside), beschreven door Heinrich Ritthausen en geklasseerd als een pyrimidine. De vorming van vicine en convicine in Vicia faba is onderzocht.

## Rassen
Het Nederlandse veldbonenras Tiffany heeft een laag gehalte aan vicine en convicine.
De bontbloeiende Franse rassen van veldbonen Divine en Melodie hebben een laag gehalte aan vicine en convicine. De rassen Disco en Dixie hebben ook nog lage tanninen gehalten.